# Галландсос (тунель)
56°24′ пн. ш. 12°50′ сх. д. / 56.4° пн. ш. 12.84° сх. д.

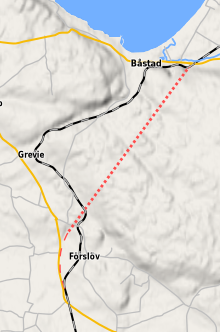
Мапа розташування тунелю

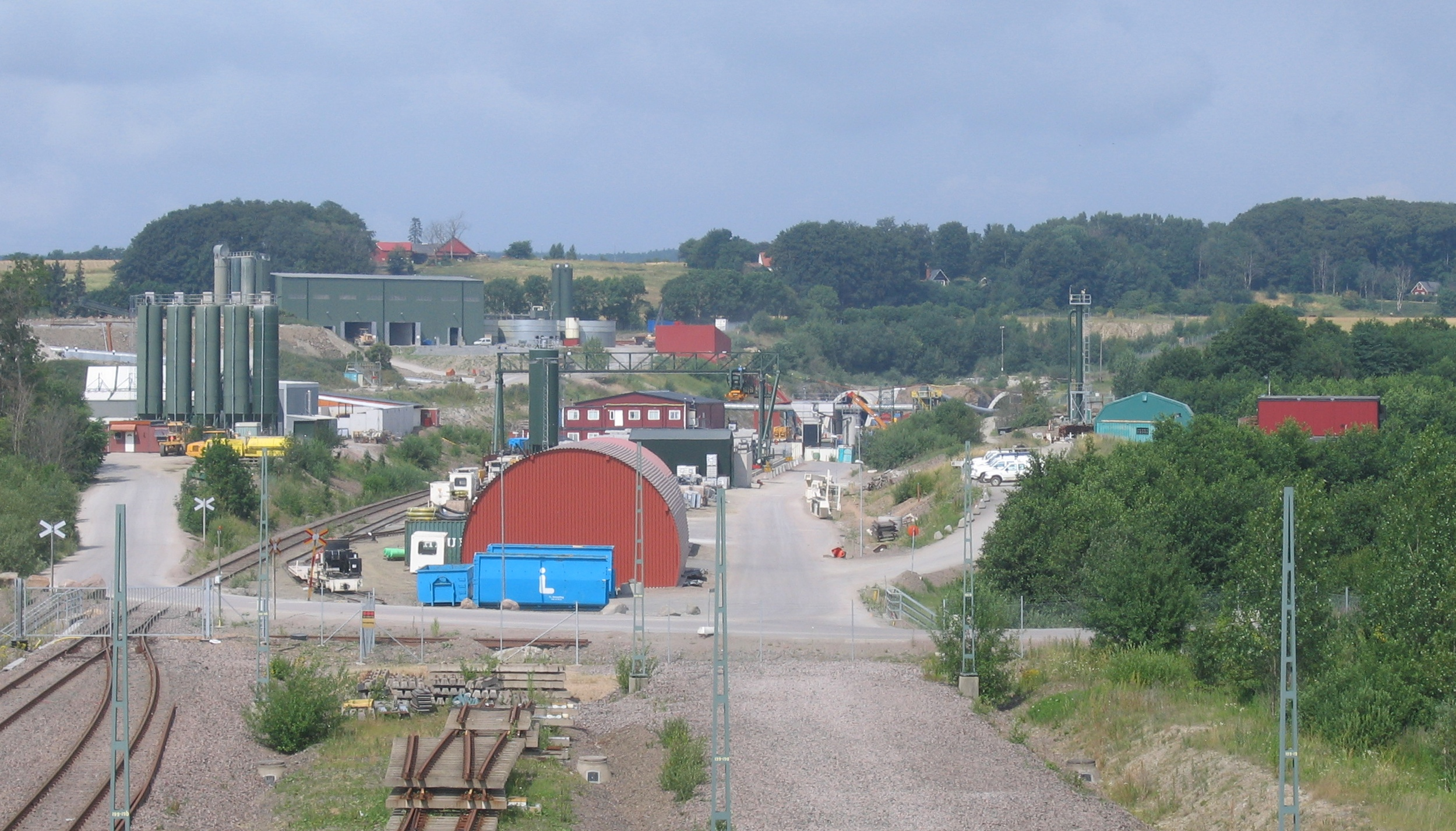
Південний будівельний майданчик; На задньому плані видно один із двох порталів

Тунель Галландсос (швед. Hallandsåstunneln) — залізничний тунель у Швеції, що сполучає північній та південний схили  горста Галландсос. 
Довжина 8,722 км однієї галереї та 8,710 км — другої. 
Використовується Västkustbanan на дистанції між Енгельгольмом і Гальмстадом на південному заході Швеції. 
Тунель покращив сполучення між містами Гетеборг, Швеція та Копенгаген, Данія. 
У довгостроковій перспективі він стане ключовим компонентом пропонованого високошвидкісного залізничного сполучення Осло – Гамбург через Гетеборг, Мальме та Копенгаген.
Проект був довгобудом через будівельні труднощі, викликаними проникненням ґрунтових вод, і скандалом, коли використовувалися небезпечні герметичні матеріали, що призвело до захворюваності робітників і загибелі місцевої риби та худоби. 
Це призвело до зупинки проекту з кінця 1997 до 2005 року, що призвело до значного перевитрати коштів. 
Проект було завершено в грудні 2015 року, через 23 роки після початку будівництва.

## Передмова
Тунель є частиною великого проекту модернізації всієї лінії Västkustbanan на двоколійну. 
У контексті цього проекту одноколійна дистанція через хребет Галландсос була водночас надто звивистою та крутою, щоб дозволити легку перебудову на двоколійну та дозволити курсувати високошвидкісним пасажирським та важким вантажним поїздам. 
Крім того, ця дистанція містила 13 залізничних переїздів, одноколійну станцію Бостад і роз'їзд в Греві. 
Щоб уникнути цього вузького місця, деякі пасажирські поїзди курсували між Гетеборгом і Мальме, як і більшість вантажних поїздів, довгим об’їздом залізницею Гальмстад — Гесслегольм (яка також надто крута для ефективного вантажного руху) і перевантаженою залізницею Гесслегольм — Мальме.
Тунель Галландсос дає змогу заощадити час від 10 до 15 хвилин для пасажирських поїздів. 
Пропускна здатність через хребет збільшилася з 4 до 24 поїздів на годину (обидва напрямки разом; реально у 2016 році буде 8-10 поїздів на годину). 
Проект тунелю був задуманий Європейським круглим столом промисловців та новоствореною Шведською залізничною адміністрацією (Banverket, нині частина Шведської транспортної адміністрації або Trafikverket) у 1980-х роках.

## Будівництво

### 1990-ті: проблеми, скандал і зупинка
Будівництво почалося в 1992 році, а відкриття руху спочатку було заплановане на 1995 рік. 
Однак будівництво зазнавало серйозних труднощів, пов’язаних із великою кількістю води, що просочувалася з навколишньої скелі, лише невелика частка якої була передбачена. 
Крім того, прохідницький щит, який, як мав бурити 100 м на тиждень, зламався після буріння лише 18 м. 
Підрядник намагався бурити традиційно, але довелося витратити багато зусиль на викачування води. 
Підрядник збанкрутував і був укладений новий підрядник – «Skanska». 
Новий підрядник мав подібні проблеми, але кращий контракт, який давав компенсацію за складні умови скелі.
Вибухнув скандал, коли стало відомо, що під час будівництва використовувався отруйний герметик Rhoca-Gil. 
Ця речовина була пов’язана із загибеллю худоби, що живе поблизу. 
Rhoca-Gil містить акриламід, токсичну хімічну речовину, яка є мутагенною та, можливо, канцерогенною. 
Головний підрядник «Skanska», не вжив жодних спеціальних запобіжних заходів щодо герметика, а також не повідомив своїх працівників чи місцеве населення про ризики. 
До жовтня 1997 року місцева худоба та риба почали гинути, а працівники почали хворіти. 
Місцева преса почала розслідування. 
Після проведення тестів, які показали високий рівень забруднення акриламідом, місце було оголошено зоною підвищеного ризику, а продаж сільськогосподарської продукції з регіону заборонено. 
Проти Skanska, Rhone-Poulenc і Swedish Railways були висунуті кримінальні звинувачення; в результаті деякі керівники вищої ланки пішли у відставку.
Будівництво було припинено наприкінці 1997 року. 
До цього часу було пробурено майже 3 км у кожному тунелі: 1200 м на північному кінці, 1700 м на південному кінці та 40 м у центральній штольні). 

### 2000-ті: відновлення будівництва
У 2005 році будівництво було відновлено після позитивного рішення Риксдагу та уряду Швеції, гідрологічної та екологічної рекультивації Banverket та Skanska та вибору підрядного консорціуму Skanska-Vinci для виконання проекту. 
Нова дата завершення спочатку була 2012 рік, пізніше була переглянута до 2015 року.
Оскільки консорціум вирішив бурити лише один тунель за раз, для відновленого проекту використовувалася лише одна тунелепрохідницька машина (TBM). 
На прізвисько «Åsa» TBM насправді був комплексною машиною для прокладання тунелів; під час буріння пластів він одночасно встановлював за ним сегменти збірного залізобетону, а потім вводив розчинно-гравійну суміш у порожнечі між шарами та футерівкою. 
Проблему буріння крізь насичену породу та ґрунт було вирішено шляхом буріння пілотного тунелю перед TBM, а потім заморожування навколишньої породи до температури −40 °C, таким чином створюючі тверді шари для просування TBM. 

### 2010-ті: Відкриття
25 серпня 2010 року близько 13:10 за центральноєвропейським часом відбулася збійка у східному тунелі. 
Потім буріння здійснювали у західному тунелі, який розпочалося в березні 2011 року з вибою на південному кінці та продовжувався на північ. 
3 квітня 2012 року TBM досягла центральної штольні, після чого було пробурено 2517 м, або 46 відсотків, західного тунелю. 

 
Очікувалося, що решта 1144 м, які необхідно пробурити, що становить 15 відсотків від усього проекту буріння, буде особливо складною, оскільки вона містить ділянку корінної породи низької якості та значну кількість води та водяний тиск. 

Додатковий етап заморожування, а також додатковий час (від 4 до 6 місяців), відведений на заморожування, і товстіші сегменти бетонної оправи, були використані в цій 300 м проблемній зоні, що довше, ніж прилегла зона, в східній галереї. 

4 вересня 2013 року відбулась збійка другого тунелю. 

Через кожні 500 м між двома тунелями є 19 аварійних переходів (включаючи центральну штольню). 
Вони були пройдені та облицьовані окремо, процес завершився в лютому 2014 року. 

Церемонія відкриття відбулася 8 грудня 2015 року, а тунель був відкритий для руху 13 грудня. 

## Вартість
Перевитрати були великими. 
У 1992 році очікувалося, що вартість становитиме 1 мільярд шведських крон (SEK). 
Вартість в 1992 — 1997 роках фактично становила понад 2 мільярди шведських крон, менш ніж за половину довжини тунелю. 
Оскільки вартість, що залишилася на початку 2005 року, за підрахунками, становила понад 4 мільярди шведських крон, спочатку було багато дебатів і вагань щодо того, зупинити чи відновити роботу. 
Загальна вартість, сягнула понад 10,5 мільярда шведських крон (приблизно 1,25 мільярда доларів США за підрахунками у 2015 році) до завершення проекту. 

## Нові станції
Оскільки станція Бостад була розташована на старій залізниці, нова станція на північ від північного порталу тунелю, розташована 56°25′55″ пн. ш. 12°54′24″ сх. д. / 56.43194° пн. ш. 12.90667° сх. д. під назвою Бостад Н, замінила стару станцію. 
Платформи для Бостад Н були побудовані в 1990-х роках, коли тунель було вперше розпочато, і завершено у 2015 році.
У південному кінці тунелю відкрито дві нові станції для місцевих поїздів (Pågatågen) — Ферслев та Бакокра.

## Демонтаж старої залізниці
Існували плани щодо станції для місцевих поїздів у Греві на старій залізниці, але в такому випадку муніципалітет Бостада мав би фінансувати обслуговування цієї залізниці, тому ці плани було скасовано.
4 листопада 2015 року розпочато роботи з демонтажу старої залізниці для повторного використання, перероблення та утилізації та реконструкції дорожнього покриття на її переїздах. 